# Мессингейм, Ганс

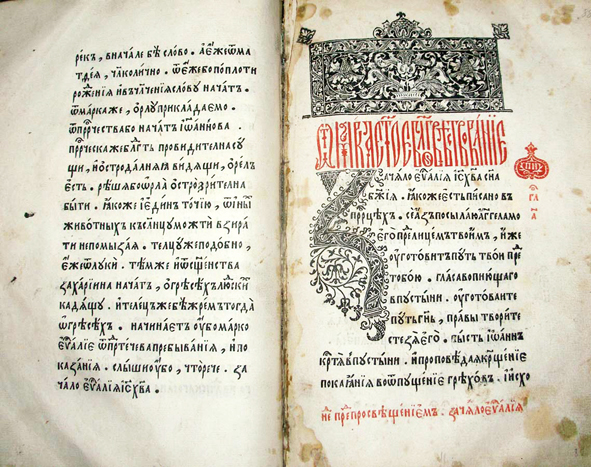
Евангелие. Москва, Анонимная типография. (ок.1553/1554) — первая московская печатная книга. В издании которого принимал участие Ганс Мессингейм

Ганс Месси́нгейм или Ганс Мисси́нгейм (лат. Johannes Missengeim) или Ганс Бо́кбиндер (дат. Bokbyndere «переплётчик»; середина XVI века) — датский книгопечатник, предположительно работавший в первой московской так называемой анонимной типографии, которая существовала примерно с 1553 года до типографии Ивана Фёдорова и Петра Мстиславца 1563 года.
В 1552 году Иван IV, посоветовавшись с митрополитом Макарием, решил начать книгопечатание; для этой цели начали искать мастеров печатного дела. В этом же году по просьбе Ивана Грозного, датский король Кристиан III прислал типографа Ганса Мессингейма или Бокбиндера, кроме того, из Польши (вероятно, из какой-нибудь русской типографии в польских владениях) выписаны были новые буквы и печатный станок, и печатание началось. Вместе с Гансом король-лютеранин прислал Библию и две книги, в которых излагалось лютеранское вероучение. Кристиан предлагал русскому духовенству рассмотреть книги и если посчитают нужным, то Ганс переведет книги на русский язык и напечатает их в Москве в количестве нескольких тысяч экземпляров. Книги не напечатали, но царь проявил к лютеранам веротерпимость и уже в 1560-1565 году позволил строить первую Лютеранскую церковь. В 1550-е годы было издано несколько «анонимных», то есть не содержащих никаких выходных данных, изданий (известно по крайней мере семь, в том числе первая московская печатная книг — узкошрифтное «Четвероевангелие» (около 1553). Где была эта типография — неизвестно, также неизвестно кто был руководителем этой типографии, скорее всего сам Ганс Мессингейм. Учениками-книгопечатниками Ганса Мессингейма являются Маруша Нефедьев, Васюк Никифоров, Иван Фёдоров, Пётр Мстиславец. Как сложилась судьба Ганса Мессенгейма — неизвестно, есть предположение, что он покинул Россию, недолго находясь в ней, но документальных подтверждений этому в настоящее время не существует.